# Chris O'Donnell
Christopher Eugene O'Donnell (* 26. června 1970 Winnetka, Illinois) je americký herec, známý zejména díky úloze Robina ve filmech o Batmanovi nebo později z role zvláštního agenta NCIS G. Callena v krimiseriálu Námořní vyšetřovací služba L. A..

## Životopis

### Dětství
O'Donnell se narodil jako nejmladší ze sedmi dětí, má čtyři sestry a dva bratry. Jeho matka Julie je obchodnice s nemovitostmi a otec William O'Donnell, Sr. je manažer v rádiu. Po otci má irské a po matce německé předky, byl vychováván v katolické víře a navštěvoval katolické školy. Vystudoval Boston College a získal titul bakalář z marketingu. Od třinácti do šestnácti let byl modelem a objevil se v několika reklamách.

### Kariéra
O'Donnell byl objeven, když byl vybrán do reklamy McDonald's, ve které obsluhoval Michaela Jordana. Jeho první televizní role byla v roce 1986 v seriálu Jack and Mike. V sedmnácti letech získal roli ve filmu Chlapi neutíkají. Na začátku devadesátých let hrál v několika úspěšných filmech jako Smažená zelená rajčata, Školní pouta nebo Vůně ženy s Al Pacinem.
V roce 1995 získal O'Donnell roli Robina ve filmu Batman navždy. Roli získal mezi silnou konkurencí, kterou tvořili mj. Leonardo DiCaprio, Tobey Maguire, Matt Damon, Christian Bale, Jude Law, Ewan McGregor, Corey Haim, Corey Feldman a Scott Speedman. Producenti si vybrali O'Donnela a DiCapria. Na schůzce fanoušků komiksů se zeptali skupiny jedenáctiletých chlapců, cílové skupiny filmu, který z nich by mohl vyhrát pěstní souboj. Díky tomu roli získal O'Donnell. Shodou okolností byl později O'Donnel favoritem společnosti 20th Century Fox pro roli Jacka Dawsona v Titanicu a tuto roli pro změnu získal DiCaprio.
Následovala role ve filmu Cela natočeném podle novely Johna Grishama. Pak hrál také v pokračování Batmana Batman a Robin, ale tento díl byl setřen kritikou a měl nízké tržby. Měl také získat roli Spidermana, když ho chtěl v roce 1996 natáčet James Cameron, ale roli nakonec získal Tobey Maguire.
Další dva roky se neobjevil v žádném filmu. Odmítl roli Jamese Edwardse ve filmu Muži v černém a získal ji Will Smith. Filmy Ženich na útěku a Vertical limit měly jen malý úspěch. Po Vertical limit následovala další čtyřletá pauza a někteří věřili, že Batman a Robin ukončil jeho kariéru. Jeho comeback přišel s chváleným filmem Kinsey v roce 2004. V roce 2005 získal hlavní roli v seriálu Head Case, který byl ale po dvou epizodách ukončen. Zahrál si také veterináře Finna Dandridge v seriálu Chirurgové. V seriálu The Company ztvárnil fiktivního agenta CIA Jacka McCauliffea.
V roce 2009 získal hlavní roli agenta G Callena ve spin-off Námořní vyšetřovací služby s názvem NCIS: Los Angeles. V roce 2010 se pak objevil ve filmu Jako kočky a psi: Pomsta prohnané Kitty.

### Osobní život
V roce 1997 si vzal svou přítelkyni z vysoké Caroline Fentress. S tou má pět děti - tři syny (Christopher Eugene, Charles, Finley) a dvě dcery (Lily Anne a Maeve Frances).

## Filmografie
| Rok       | Film/seriál                             | Role                     | Poznámky |
| --------- | --------------------------------------- | ------------------------ | --- |
| 1986      | Jack and Mike                           | Evan                     | 1 epizoda |
| 1990      | Chlapi neutíkají                        | Chris Macauley           | |
| 1991      | Smažená zelená rajčata                  | Buddy Threadgoode        | |
| 1992      | Školní vázanky                          | Chris Reece              | |
| 1992      | Vůně ženy                               | Charlie Simms            | nominace na Zlatý glóbus v kategorii Nejlepší herec ve vedlejší roli                                                         |
| 1993      | Tři mušketýři                           | D'Artagnan               | nominace na Zlatou malinu v kategorii Nejhorší herec ve vedlejší roli                                                        |
| 1994      | Operace Blue Sky                        | Glenn Johnson            | |
| 1995      | Šance pro lásku                         | Jack Foley               | |
| 1995      | Šílená láska                            | Matt Leland              | |
| 1995      | Batman navždy                           | Robin / Dick Grayson     | |
| 1996      | Cela                                    | Adam Hall                | |
| 1996      | Láska a válka                           | Ernest 'Ernie' Hemingway | |
| 1997      | Batman a Robin                          | Robin / Dick Grayson     | nominace na Zlatou malinu v kategorii Nejhorší herec ve vedlejší roli a v kategorii Nejhorší pár (spolu s Georgem Clooneyem) |
| 1999      | Ženich na útěku                         | Jimmie Shannon           | |
| 1999      | Vítejte v Holly Springs                 | Jason Brown              | |
| 2000      | Vertical Limit                          | Peter Garrett            | |
| 2002      | 29 Palms                                | The Hitman               | |
| 2003      | Advokáti                                | Brad Stanfield           | 4 epizody |
| 2004      | The Amazing Westermans                  |                          | |
| 2004      | Dva a půl chlapa                        | Bill / Jill              | 1 epizoda |
| 2004      | Kinsey                                  | Wardell Pomeroy          | |
| 2005      | Sestry                                  | David Turzin             | |
| 2005      | Head Cases                              | Jason Payne              | 2 epizody |
| 2006      | Chirurgové                              | Dr. Finn Dandridge       | 9 epizod |
| 2007      | The Company                             | Jack McCauliffe          | 6 epizod |
| 2008      | Kit Kittredge: Odvážná novinářka        | Jack Kittredge           | |
| 2008      | Max Payne                               | Jason Colvin             | |
| 2009      | Námořní vyšetřovací služba              | G. Callen                | 2 epizody |
| 2009-2023 | NCIS: Los Angeles                       | G. Callen                | 98 epizod |
| 2010      | A Little Help                           | Bob Pehlke               | |
| 2010      | Jako kočky a psi: Pomsta prohnané Kitty | Shane                    | |
| 2012      | Havaj 5-0                               | G. Callen                | 1 epizoda |